# هتی ژیکس
هتی ژیکس (انگلیسی: Hattie Jacques; تلفظ: ‎/dʒeɪks/‎؛ ۷ فوریهٔ ۱۹۲۲ – ۶ اکتبر ۱۹۸۰) هنرپیشه، بازیگر تئاتر، و بازیگر سینما اهل بریتانیا بود.
از فیلم‌هایی که وی در آن نقش داشته‌است، می‌توان به ادامه بده، مسیحی جادویی و برای من را بساز مینک اشاره کرد.